# Америчка Девичанска Острва
Америчка Девичанска Острва (енгл. United States Virgin Islands), острвска су група у Карибима која припада САД. То је већи део архипелага Девичанских острва, док је мањи део територија Британских Девичанских Острва. Америчка Девичанска Острва се састоје из 4 главна острва Сент Томас, Сент Џон, Сен Кроа и Вотер као и више мањих острва. Ово је једини део територије САД где се вози левом страном.
Бивши колонијални господари, Данци, ова острва су звали Данска западноиндијска острва (дански De tidligere Dansk Vestindiske Øer).

## Историја
Девичанска острва су првобитно насељавали народи Цибони, Кариб и Аравак. Острвима је дао име Кристифор Колумбо на свом другом путовању у Нови свет 1493, по легенди о Светој Урсули и њених 11000 девица. У наредних 300 година острвима су владале Шпанија, Велика Британија, Холандија, Француска, Малтешки витезови и Данска.
Данска западноиндијска компанија се појавила на Сент Томасу 1672, на Сент Џону 1694, а купила је Сент Кроа од Француске 1733. Острва су постала краљевска данска колонија 1754. под данским именом Jomfruøerne. Плантаже шећерне трске, уз рад црних робова, биле су окосница економије острва у 18. и почетком 19. века све до укидања ропства. Укидање ропства је прогласио гувернер Петер фон Шолтен 3. јула 1848.
Касније, острва нису била економски самоодржива тако да је Данска влада морала да финансијски помаже острва. Покушај економских реформи није био успешан, делом због избијања Првог светског рата.
За време подморничких операција у Првом светском рату, САД су се бојале да би Немачка могла искористити острва као базу за подморнице, тако да је предложила Данској да их откупи. После пар месеци преговора острва су продата за 25 милиона долара. Данска се журила са продајом, јер је претпостављала да ће САД ионако окупирати острва, ако Немачка окупира Данску. Такође, материјални трошкови које је Данска плаћала за опстанак колоније подстакли су политичаре да постигну консензус о продаји. Референдум 1916. убедљиво је потврдио намеру да се острва продају. Званично, Данска Девичанска острва су постала део САД 17. јануара 1917, а власт на територији је успоставила марта исте године.

## Географија
Америчка Девичанска Острва се налазе у Карипском мору, односно Атлантском океану, око 80 km источно од Порторика. Четири главна острва су: Сент Томас, Сент Џон, Сен Кроа и острво Вотер, уз десетине мањих острва.
Америчка Девичанска Острва су позната по плажама белог песка, као што су Магенс и Транк, и стратешким лукама Шарлота Амалија и Кристијанстед. Већина острва, укључујући Сент Томас, су вулканског порекла и брдовита. Највиша тачка је на острву Сент Томас (474 m). Сент Кроа, највеће од острва, лежи јужније, а терен му је равнији. Дирекција за Националне паркове САД управља великим површинама на острвима, посебно острву Сент Џон.
Могуће природне опасности су земљотреси, тропски циклони и цунамији.

## Становништво
На острвима живи 125.000 становника. По религијама: 42% су баптисти, 34% католици и 17% англиканци. Поред енглеског, говори се још шпански и креолски. Раније се говорио и креолски-дански, али је изумро у 20. веку. Црнци представљају 70% становништва, а остали су хиспаноамериканци, белци и мешане расе.

## Политика
Америчка Девичанска Острва су административно подељена на 3 области и 20 подобласти.
Становницима Девичанских острва дато је америчко држављанство 1927, међутим они немају право гласа на америчким председничким изборима.
Америчка Девичанска Острва бирају своје представнике у амерички Конгрес где могу гласати у комитетима, али немају право гласа на заседањима. Почев од 1970, становници бирају гувернера сваке четири године. Пре тога, гувернере је бирао Председник САД.
Конгрес САД је покушао да организује референдум на коме би становници одлучили о будућем статусу територије, међутим нису нашли на одзив међу становништвом. Уједињене нације сматрају Америчка Девичанска Острва несамосталном територијом.

## Привреда
Туризам је главна привредна грана, која запошљава 70% становника и учествује са 70% у дохотку. Острва посети два милиона туриста годишње, многи од њих на бродовима за крстарење.
Остале гране привреде обухватају рафинирање нафте, текстилну и фармацеутску индустрију, електронику, дестилерије рума итд. Храна се углавном увози. Финансијске услуге су све значајнији део локалне економије.